# Ali-Heikinjärvi
Ali-Heikinjärvi och Yli-Heikinjärvi eller Heikinjärvet är sjöar i Finland. De ligger i kommunen Kuusamo i landskapet Norra Österbotten, i den nordöstra delen av landet, 700 km norr om huvudstaden Helsingfors. Ali-Heikinjärvi ligger 281 meter över havet. Arean är 30,1 hektar och strandlinjen är 3,21 kilometer lång. Sjön  ingår i Koundaälvens huvudavrinningsområde.   De ligger vid sjön Särkiluoma. Den sträcker sig 0,5 kilometer i nord-sydlig riktning, och 1,3 kilometer i öst-västlig riktning.